# Den Westerhuis
Den Westerhuis is een buurtschap in de gemeente Hardenberg in de Nederlandse provincie Overijssel. Het ligt in het noordwesten van de gemeente, aan de weg van Balkbrug naar Meppel, iets ten noorden van Oud-Avereest.
Steden: Hardenberg · Gramsbergen      Dorpen: Balkbrug · Bergentheim · Bruchterveld · De Krim · Dedemsvaart · Heemse · Kloosterhaar (deels) · Lutten · Mariënberg · Oud Avereest · Rheeze · Schuinesloot · Sibculo · Slagharen

Buurtschappen: Achterin · Ane · Anerveen · Anevelde · De Belt · Benedenvaart · 't Bergje · Braamberg (deels) · Brucht · Collendoorn · Collendoornerveen · Diffelen · Ebbenbroek · Engeland · Gouden Ploeg · Groot-Oever · De Haandrik · 't Haantje · De Haar · Hanekamp · Hardenbergerveld · Heemserveen · Holtheme · Holthone · Hoogenweg · Den Huizen · Den Kaat · Keiendorp · Loozen · Lutten-Oever · Lutterhartje · De Maat · De Meene · De Mulderij · Noord-Stegeren · Den Oosterhuis · Oud-Bergentheim · Oud-Lutten · De Pol · Radewijk · Rheezerveen · De Schans · Sluis 7 · Sponturfwijk · Strooiendorp · Den Velde · Venebrugge · Den Westerhuis · Westerhuizingerveld (deels) · Witman 

Voormalige gemeenten: Avereest · Gramsbergen · Hardenberg (Stad · Ambt)

Overijssel · Steden en dorpen in Overijssel      Nederland · Provincies · Gemeenten